# 群青 (神山羊の曲)
「群青」（ぐんじょう）は、2020年1月8日に先行配信され、2020年3月4日にSony Music Associated Recordsから発売された、日本のシンガーソングライター・神山羊の1作目のCDシングル。

## 概要
神山羊のメジャーデビューシングルであり、神山羊名義、有機酸名義の両名義を通しても初のシングル作品となる。
1月8日に表題曲「群青」のみ先行配信が行われ、同日、神山羊の1stアルバム『しあわせなおとな』のサブスクリプション解禁もされた。
表題曲のベースはサカナクションの草刈愛美が演奏している。

## 収録曲
| #         | タイトル             | 作詞・作曲・編曲 | 時間 |
| --------- | -------------------- | ---------------- | ---- |
| 1.        | 「群青」             | 神山羊           | 4:08 |
| 2.        | 「スタンドバイミー」 | 神山羊           | 4:00 |
| 合計時間: | 合計時間:            | 合計時間:        | 8:08 |

## タイアップ
群青
フジテレビ系列アニメ「空挺ドラゴンズ」オープニングテーマ

## 特典

### 初回限定盤特典
- 「TV Show (in the Bedroom)」「YELLOW」「buuny」のライブ映像を収録したDVD。

### 店舗特典
- タワーレコード
  - オリジナルポストカード
東洋医学イラスト
- Amazon.co.jp
  - デカジャケット(レコードサイズ)
- アニメイト
  - A4クリアファイル(アニメ空挺ドラゴンズ書き下ろし柄)
- 楽天
  - ジャケット絵柄ステッカー